# Friesia
'Friesia' (ou 'Sunsprite') est un cultivar de rosier obtenu en Allemagne par Reimer Kordes en 1973. Son succès est reconnu à l'international grâce à sa couleur d'un remarquable jaune d'or franc.

## Description
Ce fameux rosier floribunda présente des fleurs moyennes (7 à 8 cm) jaunes parfumées (26-40 pétales) fleurissant en solitaire ou par groupe de trois ou quatre. Il ne se décolore pas à la défloraison. Les boutons ovoïdes laissent place à de belles fleurs pleines doubles aux pétales légèrement ondulés. La floraison est remontante.
Le buisson érigé s'élève jusqu'à 75 cm. Son feuillage dense est semi-luisant et vert clair.
Sa zone de rusticité est de 5b à 9b ; il supporte donc les hivers froids. Il est parfait pour éclairer les plates-bandes et les massifs et peut se cultiver en pot et pour la fleur coupée.
Ce rosier tétraploïde est très résistant aux maladies. Il serait issu d'un croisement 'Friedrich Wörlein' (Kordes, 1963) x 'Spanish Sun'. Il est considéré comme l'un des meilleurs rosiers aux fleurs jaunes.

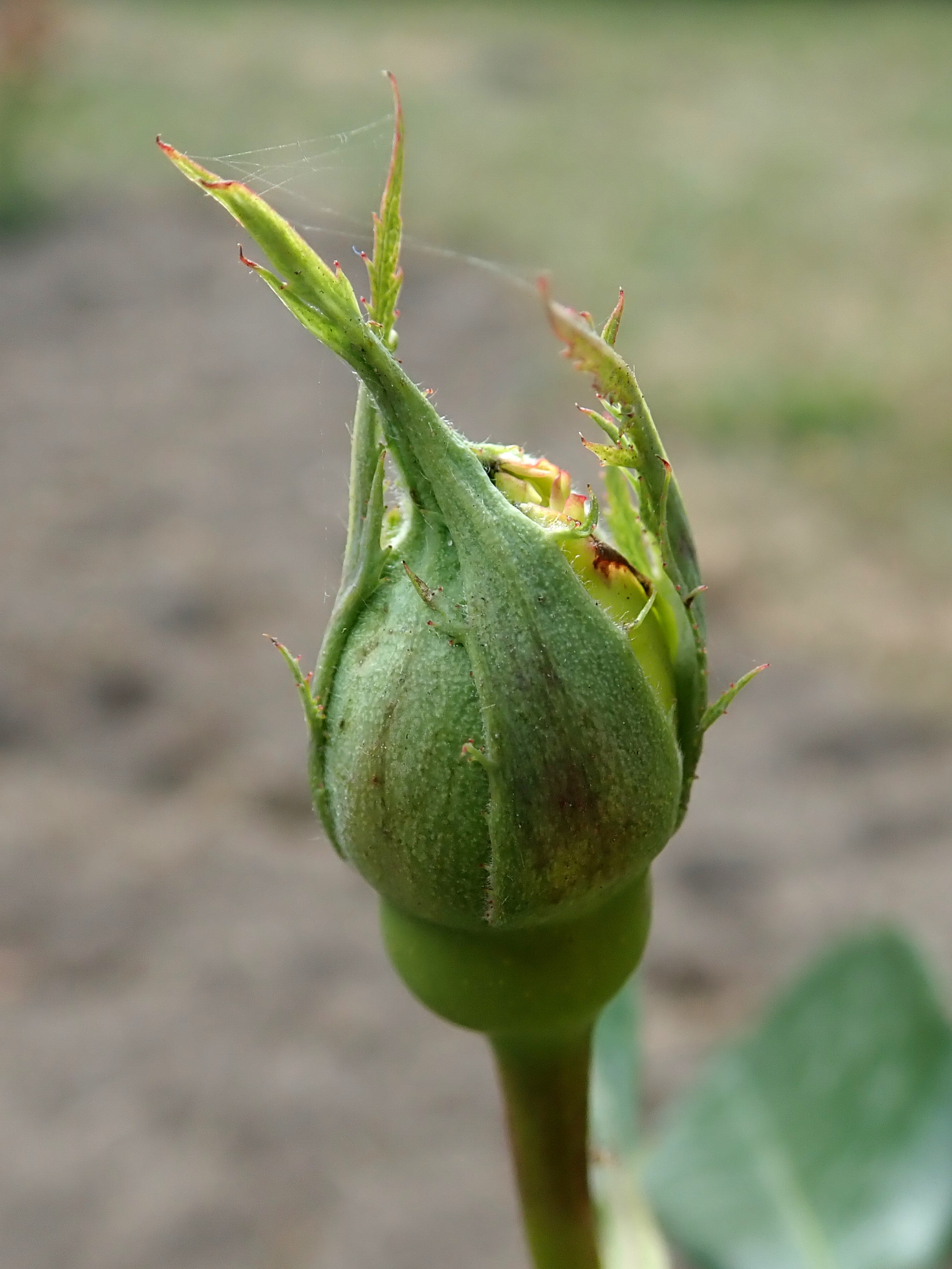
Bouton de rose 'Friesia'
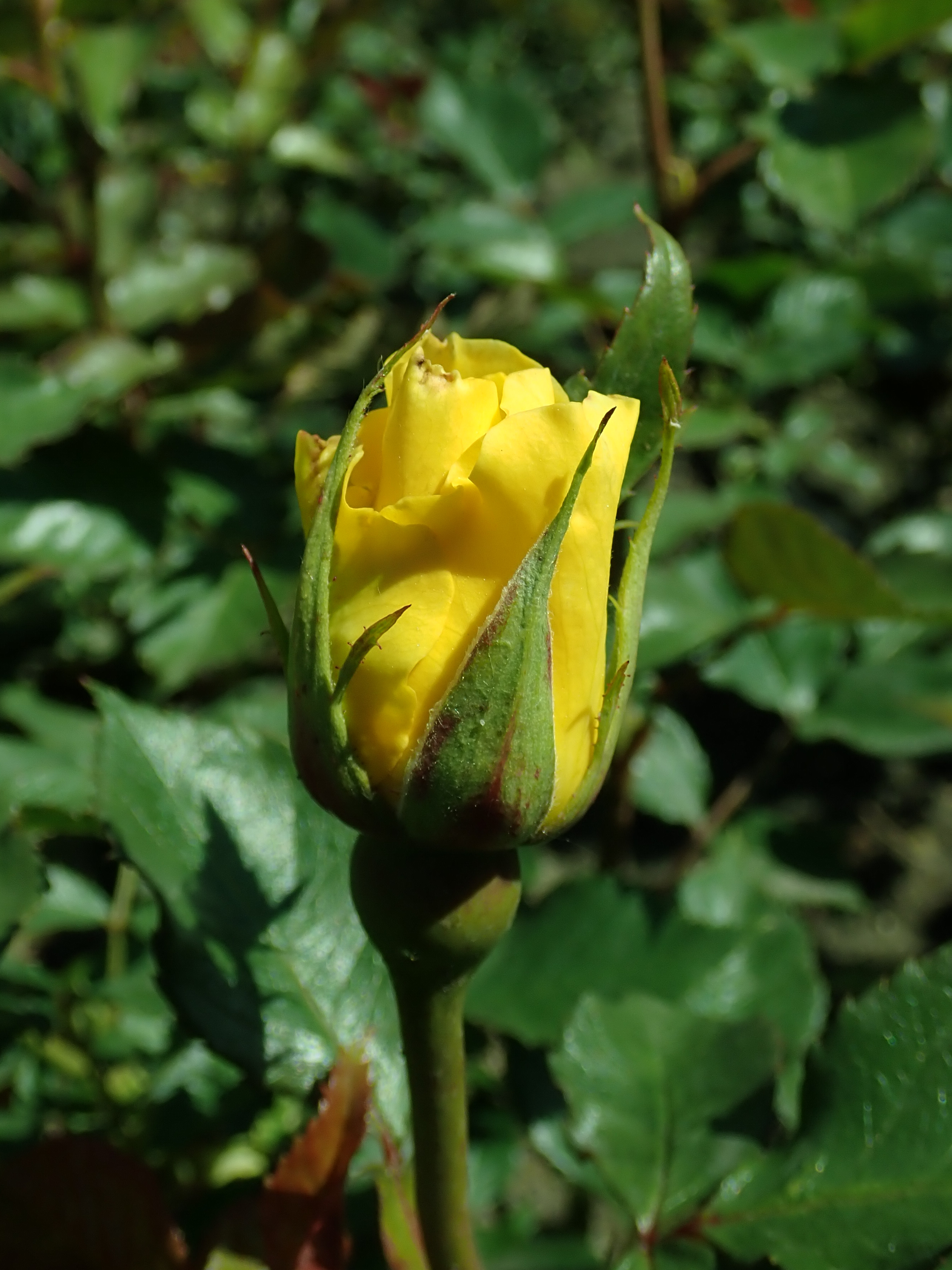
Rose en Pologne
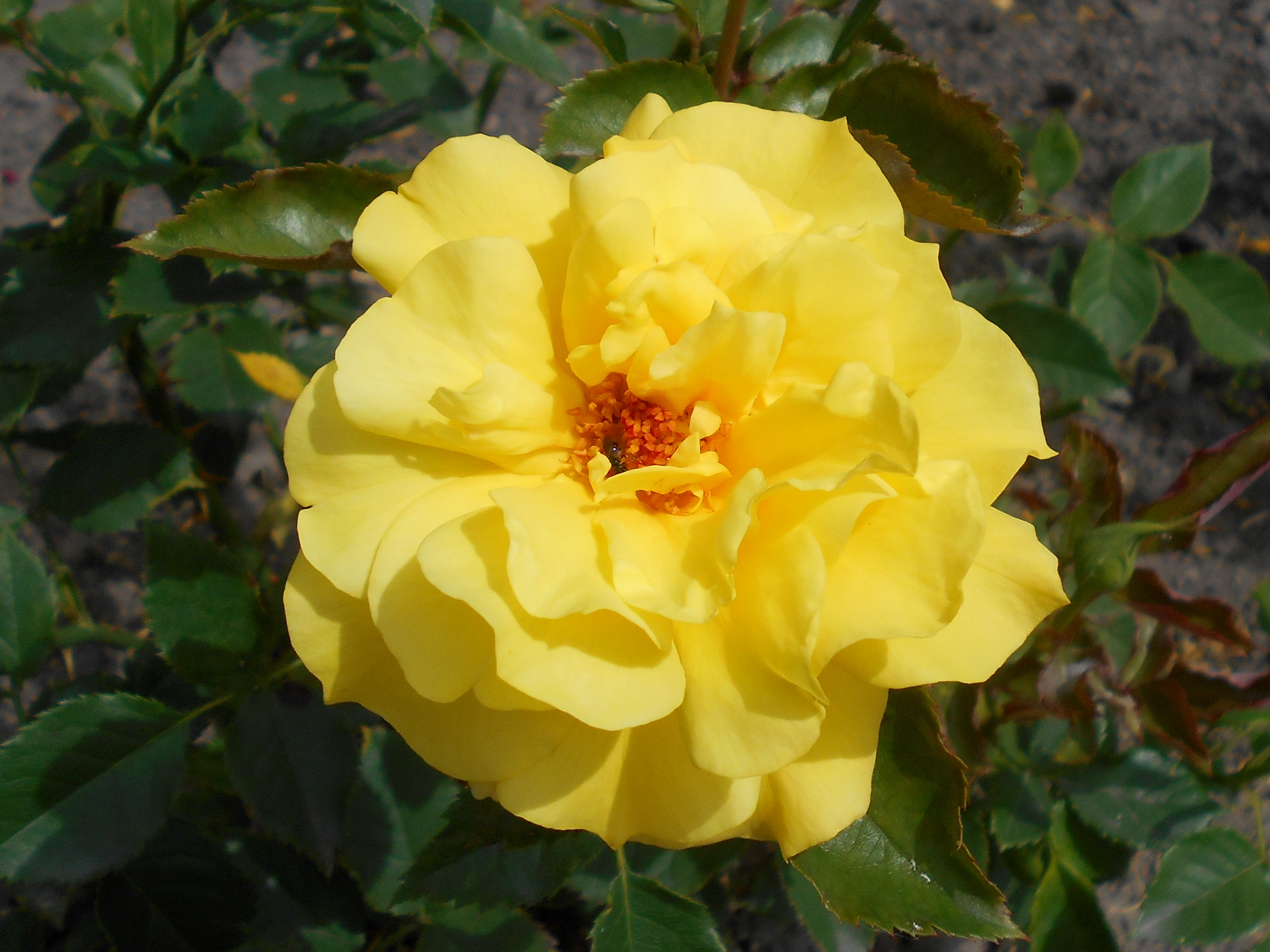
Rose au jardin botanique de Lublin
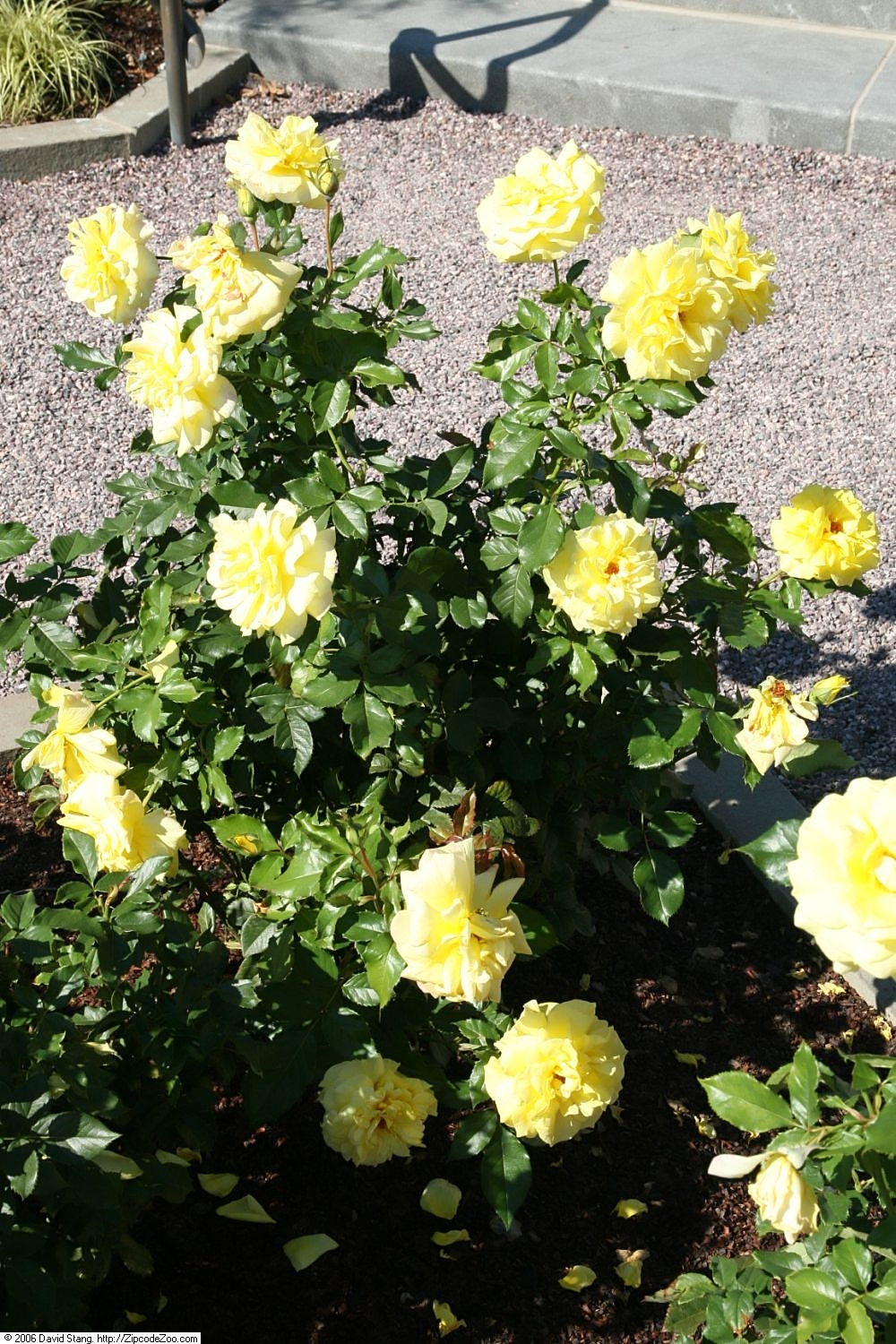
Buisson de roses 'Friesia' au jardin botanique de Washington

## Descendance
'Friesia' a donné naissance à 
- 'Goldmarie' (Kordes 1982) issu d'un croisement de semis ('Arthur Bell' x 'Zorina') x ('Honeymoon' x 'Dr. A.J. Verhage') et de pollen (non nommé x Friesia')
- Morden Sunrise' (Davidson & Collicutt 1991) issu de 'Friesia' × 'RSM T2'
- 'Sun Flare' (Warriner 1981) issu de 'Friesia' x semis non nommé.

## Distinctions
- Rosier ADR 1973
- Médaille d'or de Baden-Baden 1972
- New Zealand Gold Star of the South Pacific 1975
- ARS Gamble Fragrance Award 1979
- Médaille d'or RNRS 1989
- Médaille James Mason 1989
- RHS/RNRS Award of Garden Merit 2012